# Blennius normani
Blennius normani є видом морських собачок, що мешкає в східній Атлантиці від північної Мавританії до Анголи. Сягає 11 см максимальної довжини.